# Независима хърватска държава
Независимата хърватска държава (на хърватски: Nezavisna Država Hrvatska) е хърватско държавно образувание в годините на Втората световна война на територията на днешните Хърватия и Босна и Херцеговина, съществувала в периода 1941 – 1944 година.
Независимата хърватска държава (НХД) e обявена на 10 април 1941 година, по време на катастрофалната за Югославия война с Германия. НХД представлява държава на усташкото движение, която е напълно обвързана със силите на хитлеристката коалиция. Макар и формално начело на държавата да е поставен роднина на италианския крал под името Томислав II, всъщност фактическият държавен глава („поглавник“) е Анте Павелич. Политиката на държавата е подчинена на идеята за постигане на етническа чистота – всички сърби е трябвало да бъдат хърватизирани, избити или прогонени. Не по-добра участ сполетява и евреите и циганите.
В рамките на Независимата хърватска държава са образувани различни военни сили. Част от тях участват и във войната срещу СССР под името Хърватски легион.
Победата на съюзниците над силите на Оста през 1945 г. слага край на Независимата хърватска държава. Много от нейните функционери са избити със или без съдебна присъда в Титова Югославия, а други успяват да избегнат смъртта, като бягат в западна Европа или Латинска Америка.

## НХД и България
България признава НХД на 19 април 1941 година. Между двете страни са установени дипломатически отношения – на 14 юли 1941 г. Йордан Мечкаров става български пълномощен министър в НХД, а малко по-късно хърватският пълномощен министър д-р Владимир Жидовец връчва своите акредитивни писма в София. Сред хърватския политически елит по това време съществува тенденция на сближаване с България на антисръбска основа. Още по времето на Кралска Югославия усташите и българските войводи от ВМРО често действат заедно срещу сръбския режим, например при убийството на крал Александър през 1934 г.
През септември 1941 година между двете страни се подписва Търговска спогодба и Поверителна спогодба за стокообмена и плащанията. През декември същата година е подписана и културна спогодба, която регламентира популяризирането на културно-историческото наследство на двата народа, много инициативи в областта на науката, културата и изкуството. В Загреб гостуват български културни делегации и изложби, издават се книги на български автори – Йордан Йовков (1942), Ангел Каралийчев (1943), Елин Пелин (1943), Стоян Загорчинов (1943), излъчва се радиопредаване на български език.